# Slotherhouse
Slotherhouse es una película de comedia de terror de 2023 dirigida por Matthew Goodhue. Fue estrenada el 30 de agosto de 2023 con críticas mixtas.

## Premisa
Emily Young adopta un perezoso de tres dedos llamado Alpha con el objetivo de usarlo para ganar votos y convertirse en líder de la hermandad Sigma Lambda Theta (SLTH). La mascota es amada por todos hasta que comienza a matar a las chicas de la hermandad una por una. Las niñas deben sobrevivir y escapar con vida del perezoso.

## Reparto
- Lisa Ambalavanar como Emily[1]
- Sydney Craven como Brianna[1]
- Andrew Horton como Tyler
- Bianca Beckles-Rose como Zenny[2]
- Olivia Rouyre como Madison[1]
- Tiff Stevenson como la Sra. Mayflower[2]
- Sutter Nolan como Sarah
- Milica Vrzic como Gabby
- Stefan Kapičić como Oliver[1]
- Annamaría Serda como Dakota
- Grace Patterson como Chloe[1]
- Kelly Lynn Reiter como Ava[1]
- Tiana Upcheva como Alissa[1]
- Bradley Fowler como paramédico[1]
- Rudi Rok como Alpha (voz no acreditada)[2]

## Producción
El concepto de Slotherhouse se originó cuando el coguionista de la película, Bradley Fowler, intentó tener la "idea más tonta" que se le ocurrió. Cady Lanigan describió el concepto como "como Mean Girls y Feliz día de tu muerte con un toque de Gremlins". Lanigan afirmó que la película se inspiró en las películas de terror clásicas y su uso de efectos prácticos.

## Estreno
Slotherhouse fue estrenada el 30 de agosto de 2023 por Gravitas Ventures en los cines Regal Cinemas de Estados Unidos.